# Dasyrhicnoessa phyllodes
Espèce
Dasyrhicnoessa phyllodes est une espèce d'insectes Diptères de la famille des Canacidae, décrite par Mitsuhiro Sasakawa (d) en 1994.

## Publication originale
- (en) Mitsuhiro Sasakawa, « Diptera, Tethinidae », dans Insects of Micronesia, vol. 14.8, Honolulu, Bernice P. Bishop Museum, 1994 (lire en ligne), p. 64-66.